# Utricularia delicatula
Utricularia delicatula — вид рослин із родини пухирникових (Lentibulariaceae).

## Біоморфологічна характеристика
Листочки дрібні, 4–6 мм завдовжки. Квітки шоломоподібні, зазвичай по 2–3 разом, від блідо-бузкових до блідо-лавандових, на прямовисних тонких ніжках 2–3 см заввишки. Коробочки сухі, яйцеподібні та наповнені дрібними насінням. Цвіте з листопада по лютий, а кулясті плоди зберігаються з осені до зими.

## Середовище проживання
Цей вид широко поширений на Північному острові Нової Зеландії та на островах Чатем.
Цей вид росте на болотах і просочуваннях, на/над торф'яними та піщаними субстратами; на висотах від 0 до 200 метрів.

## Використання
Вид культивується ентузіастами роду, торгівля незначна.